# Голтон (переписна місцевість, Мен)
Голтон (англ. Houlton) — переписна місцевість (CDP) в США, в окрузі Арустук штату Мен. Населення — 4743 особи (2020).

## Географія
Голтон розташований за координатами 46°7′17″ пн. ш. 67°49′56″ зх. д. / 46.12139° пн. ш. 67.83222° зх. д. (46.121478, -67.832184).  За даними Бюро перепису населення США в 2010 році переписна місцевість мала площу 13,61 км², уся площа — суходіл.

## Демографія
Згідно з переписом 2010 року, у переписній місцевості мешкало 4856 осіб у 2044 домогосподарствах у складі 1213 родин. Густота населення становила 357 осіб/км².  Було 2269 помешкань (167/км²).
Расовий склад населення:
| - 93,4 % — білих - 3,5 % — корінних американців - 0,8 % — чорних або афроамериканців - 0,5 % — азіатів |

До двох чи більше рас належало 1,4 %. Частка іспаномовних становила 1,1 % від усіх жителів.
За віковим діапазоном населення розподілялося таким чином: 21,8 % — особи молодші 18 років, 57,0 % — особи у віці 18—64 років, 21,2 % — особи у віці 65 років та старші. Медіана віку мешканця становила 43,7 року. На 100 осіб жіночої статі у переписній місцевості припадало 84,9 чоловіків;  на 100 жінок у віці від 18 років та старших — 79,4 чоловіків також старших 18 років.
Середній дохід на одне домашнє господарство  становив 42 400 доларів США (медіана — 32 131), а середній дохід на одну сім'ю — 52 616 доларів (медіана — 42 445). Медіана доходів становила 35 903 долари для чоловіків та 28 047 доларів для жінок. За межею бідності перебувало 20,4 % осіб, у тому числі 23,4 % дітей у віці до 18 років та 13,3 % осіб у віці 65 років та старших.
Цивільне працевлаштоване населення становило 2087 осіб. Основні галузі зайнятості: освіта, охорона здоров'я та соціальна допомога — 32,3 %, роздрібна торгівля — 22,5 %, мистецтво, розваги та відпочинок — 7,2 %, будівництво — 6,1 %.